# 聖亞納主教座堂 (德布勒森)

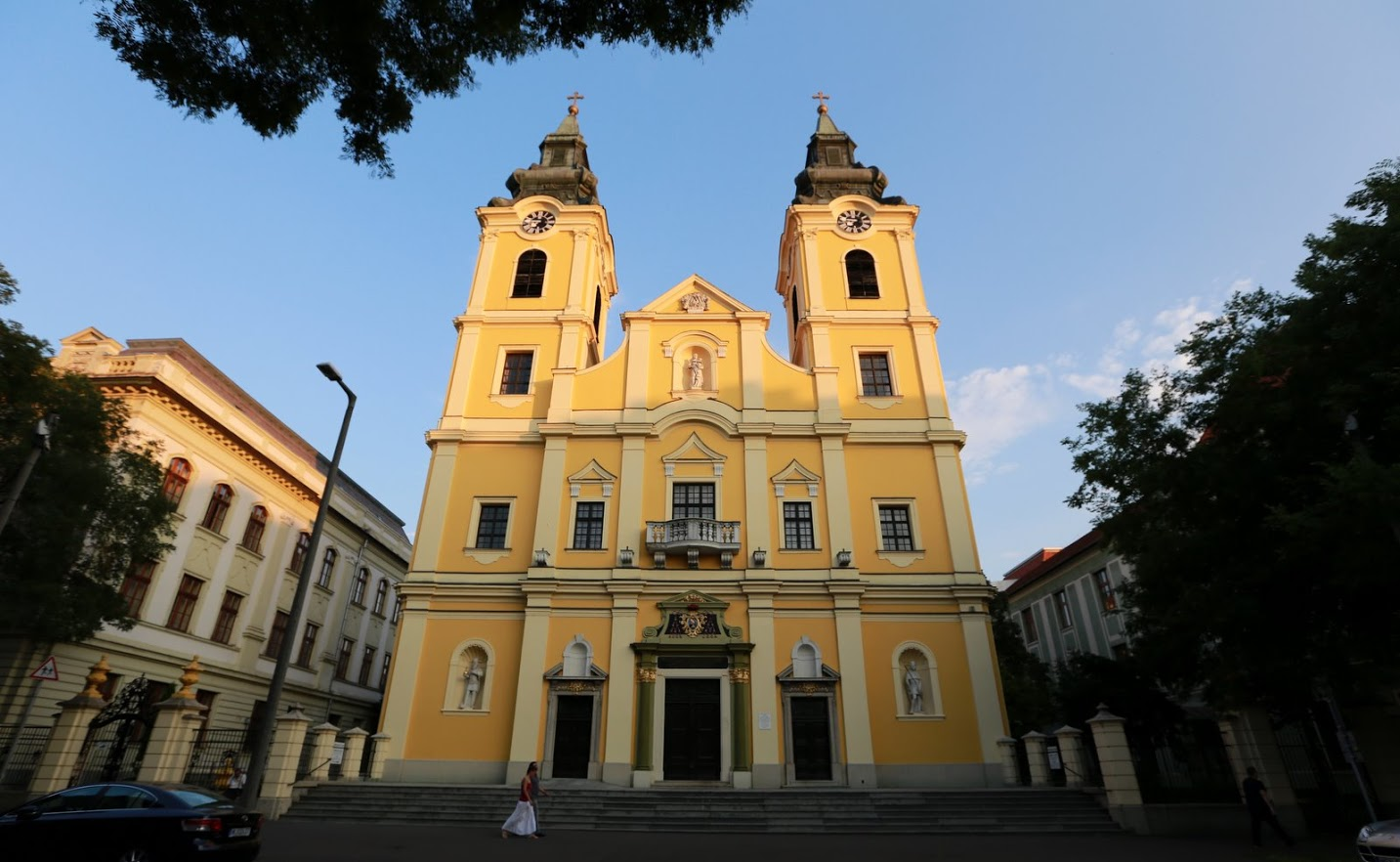
聖亞納主教座堂

聖亞納主教座堂（匈牙利語：Szent Anna székesegyház） ，又稱德布勒森主教座堂，是匈牙利城市德布勒森的一座羅馬天主教的主教座堂。這座教堂是巴洛克式建築，修建於1721年。1746年，教堂奉獻給聖亞納。